# Beaufort (Hérault)
Beaufort (okzitanisch Baufòrt) ist eine französische Gemeinde mit 215 Einwohnern (Stand 1. Januar 2022) im Département Hérault in der Region Okzitanien. Sie gehört zur Landschaft Minervois und zum Weinbaugebiet des Minervois (AOC).

## Bevölkerungsentwicklung
| Jahr      | 1962 | 1968 | 1975 | 1982 | 1990 | 1999 | 2006 | 2017 |
| Einwohner | 192  | 194  | 156  | 161  | 161  | 155  | 169  | 219  |

## Wirtschaft
Wie in den meisten Orten des Minervois spielt der Weinbau eine große Rolle im Erwerbsleben der Einwohner von Beaufort. Seit den 1970er und 1980er Jahren ist der Tourismus in Form von Ferienwohnungen (gîtes) hinzugekommen.

## Sehenswürdigkeiten
- Das Schloss (Château de Beaufort) aus dem 16. bis 19. Jahrhundert ist seit 1984 als Monument historique[1] eingetragen. Es befindet sich in Privatbesitz.
- Die einschiffige romanische Pfarrkirche Saint-Martin aus dem 12. Jahrhundert erhielt in späterer Zeit Seitenkapellen. Der heutige Kirchturm stammt aus dem 19. Jahrhundert. Erwähnenswert sind die Blendbögen aus schwarzem Steinmaterial über den Apsisfenstern.
- Am Rand eines kleinen Hügels inmitten der Weinberge von Beaufort wurde im Jahr 2000 durch Zufall eine prähistorische Steinkiste (Tombe de Coste Rouge) mit dem Skelett eines etwa 7-jährigen Jungen gefunden, welches in die Zeit um 3500 v. Chr. datiert wird. Grabbeigaben in Form von Pfeilspitzen und Steinmessern oder -schabern weisen darauf hin, dass die Eltern und die Stammesangehörigen in der Erwartung lebten, dass das Kind sich im Jenseits zu einem Jäger fortentwickeln werde.[2]